# Колпина (остров)
Колпина (неофициально Колпино, в 1920—1945 годах — Ку́лькна; сету Kulkna) — крупнейший остров акватории Псковского озера и всего Чудско-Псковского озёрного комплекса. Площадь острова составлаяет 11,02 км². Второй по величине остров озера — Пийрисар (Эстония) имеет площадь около 7,8 км². На острове Колпина разместились три населённых пункта: Шартово на восточном берегу, Медли и Колпино на западном. Остров входит в состав Печорского района Псковской области России. В 1920—1945 годах, как и весь Печорский район, входил в состав Эстонии, 16 января 1945 года остров передан РСФСР.

## География

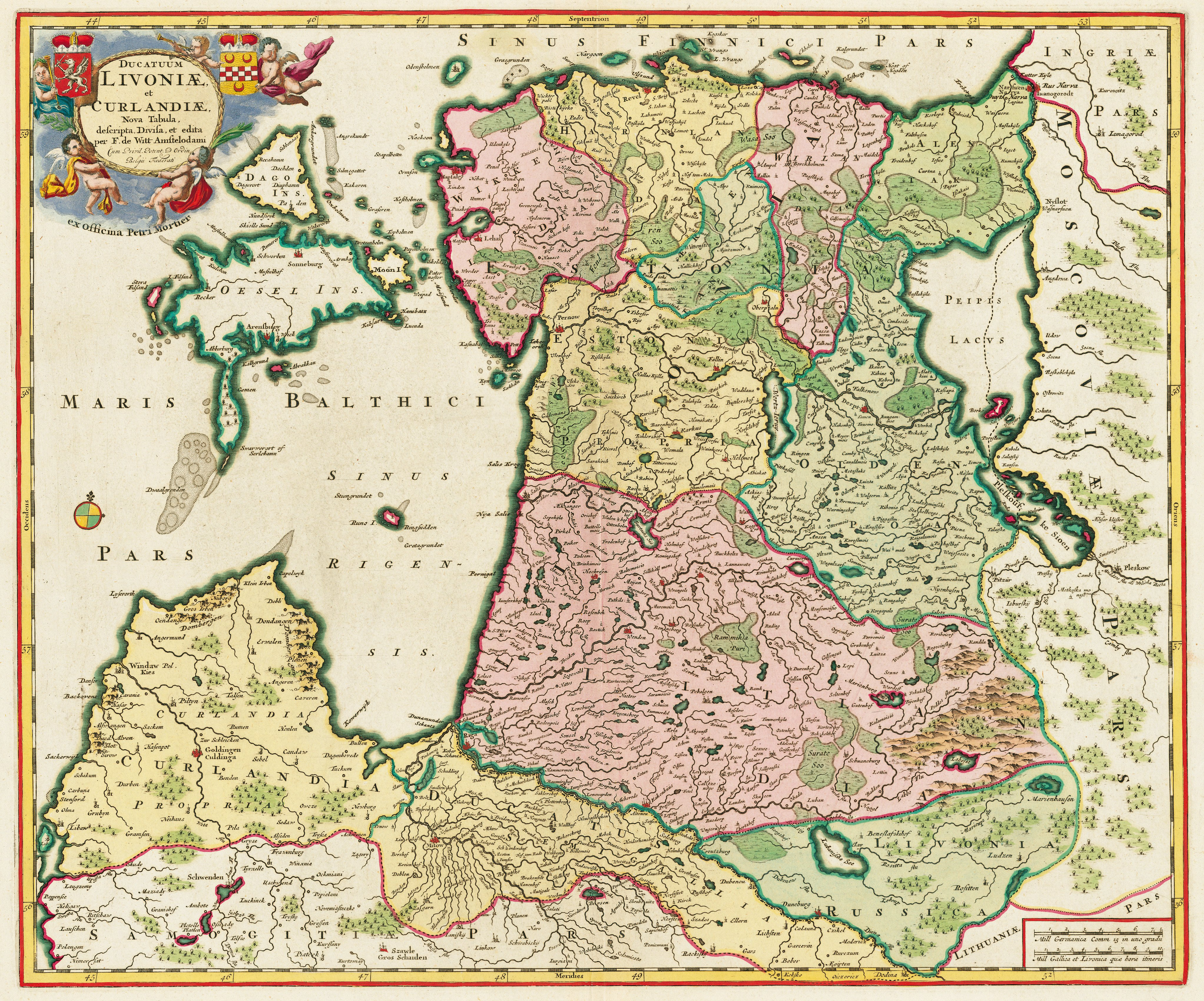
Остров (обозн. Kulpina) на карте Ливонии и Курляндии Фредерика де Витти, 1705 год

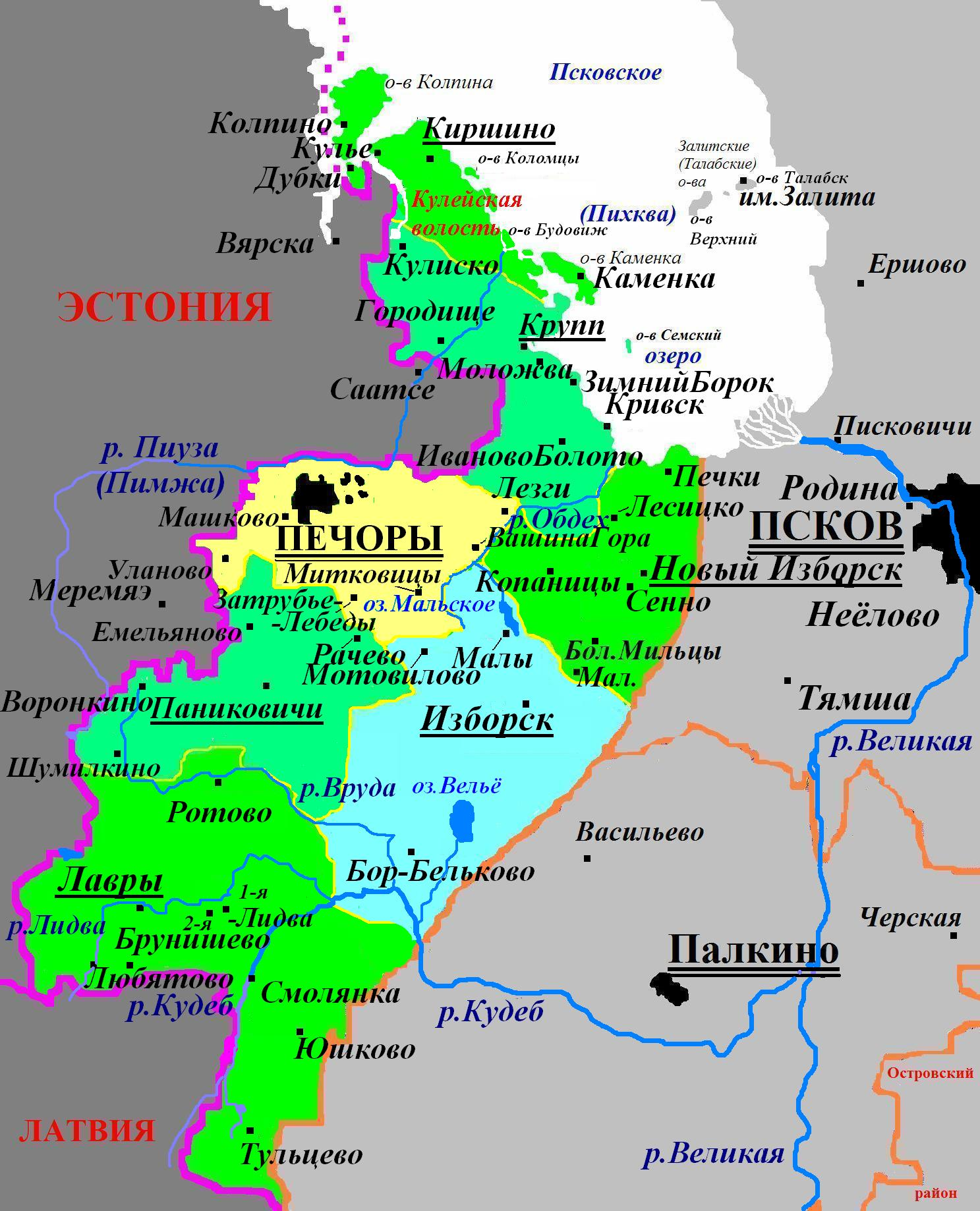
Карта Печорского района

Остров Колпино расположен в западной части Псковского озера, в центре так называемого Шартовского залива, напротив устья рек Вярска и Кулейская. До берега России (эксклав Дубки) остров отделяет пролив шириной около 500 м, примерно такое же расстояние и до эстонского берега. Ближайший эстонский населённый пункт — деревня Любница, с которым ранее связывало паромное сообщение. Ландшафт острова низменный, средняя высота над озерной гладью составляет около 1-2 м. 70 % поверхности острова — заболоченная низина. Возвышенные сухие участки в виде песчаных гряд и холмов находятся в северо-западной части острова. Основное занятие жителей — рыболовство. Транспортная связь с островом паромная.

## Население
Остров заселили во время Северной войны 1700—1721 годов русские старообрядцы, пытавшихся таким образом избежать реформ патриарха Никона и не попасть в регулярную армию.
По оценке на конец 2000 года численность населения о́строва (суммарно трёх деревень) составляла 202 жителя, по переписи 2002 года — 155 жителей.

## Инфраструктура
В 1956 году на острове была завершена первая системная электрификация.
В 2009 году филиал «МРСК Северо-Запада» «Псковэнерго» закончил реконструкцию линии 10кВ на острове Колпино. По сообщениям пресс-службы энергокомпании, данный проект был одним из самых масштабных инвестиционных проектов области за 2008—2009 годы. ЛЭП Колпино — единственный источник электроснабжения трёх населённых пунктов острова Колпино, Шартово, Медли. По данным Псковэнерго всего на острове насчитывается 126 абонентов частного сектора.